# Alexandra Lamy
Alexandra Lamy (Alès, Gard, Francia, 14 de octubre de 1971) es una actriz francesa.

## Biografía
Nació como Alexandra Paulette Mathilde Lamy en Gard, Francia. En 1990, Alexandra Lamy tomó cursos  en el Conservatorio de Nimes (Gard). En 1995, hizo su primer papel en un anuncio producido por Patrice Leconte. Más tarde ese mismo año aparece en el programa La Croisière foll'amour. Alexandra se hizo famosa gracias a la exitosa serie de televisión Un gars, une fille (Un chico, una chica), que se emitió en el canal France 2, realizada de 1999 hasta 2003 y que cuenta con 486 episodios, donde actúa junto con Jean Dujardin, quien más tarde se convertiría en su pareja real.
Además de sus papeles en televisión y cine, Alexandra ha participado en obras de teatro, e incluso prestó su voz para el doblaje de Rose McGowan en la película Grindhouse.

## Vida privada
Alexandra es la hermana mayor de la actriz Audrey Lamy. Alexandra tiene una hija llamada Chloé (nacida en octubre de 1997) con el actor Thomas Jouannet del que se separó en 2003.
Ese mismo año mantuvo una relación con el actor Jean Dujardin que conoció durante el rodaje de la serie Un gars, une fille. Se casaron en Anduze el 25 de julio de 2009.

## Filmografía
- 2003 : Rien que du bonheur : Manuela
- 2003 : Livraison à domicile : Denise
- 2005 : L'Antidote : Elisabeth Fréoli
- 2005 : Brice de Nice : Alice de Nice
- 2005 : Au suivant : Joséphine Messner
- 2005 : Vive la vie : Maud
- 2006 : On va s'aimer : Elodie
- 2006 : The Ant Bully : (Voz versión francesa)
- 2007 : Cherche fiancé tous frais payés : Alexandra
- 2008 : Modern Love : Marianne
- 2009 : Ricky : Katie
- 2009 : Lucky Luke : Belle
- 2012 : Les Infidèles : Lisa
- 2012 : Possessions : Gladys Castang
- 2012 : L'Oncle Charles  : Louise
- 2012 : J'enrage de son absence de Sandrine Bonnaire : Mado
- 2014 : Jamais le premier soir : Julie
- 2014 : De toutes nos forces : Claire
- 2015 : Bis : Caroline
- 2016 : Retour chez ma mère : Stéphanie
- 2016 : Vincent : Nicky
- 2018 : Tout le monde debout : Florence

## Televisión
- 1994 : Les Garçons de la plage como Sandra
- 1995 : Le Miracle de l'amour
- 1997 : Les Années fac como Natacha
- 1990 : Croisière Foll'Amour como Charlotte
- 1997 : Un malade en or
- 1998 : Les Années bleues (1 episodio)
- 1998 : Une femme d'honneur (1 episodio)
- 1999 - 2003 : Un gars, une fille
- 2008 : Palizzi (2 episodios)
- 2009 : A.D.A. : L'Argent des autres
- 2013 : Le Débarquement
- 2015 : Une chance de trop
- 2016 : Après moi le bonheur